# 学校法人日本赤十字学園
学校法人日本赤十字学園（がっこうほうじんにほんせきじゅうじがくえん）は東京都港区芝大門の日本赤十字社ビル西館内に法人本部をおく学校法人。日本赤十字社ともつながりが深い。

## 概要
日本赤十字社が、看護師の育成を目的として設立した専門学校が前身である。しかし、これを短期大学化するにあたり、当時の学校教育諸法の規定により日赤本体が運営することができなくなったため、やむを得ず日赤が母体となって学校法人を設立することとなった。これが現在の日赤学園である。
独立した法人格を持つので、法的には「日本赤十字社以外の者」ではあるが、日赤が母体であることから、赤十字の標章及び名称等の使用の制限に関する法律の規定では厳密には使えない赤十字マークを使用している。

## 設置校
- 日本赤十字看護大学
  - 武蔵野キャンパス
  - 大宮キャンパス
- 日本赤十字北海道看護大学
- 日本赤十字広島看護大学
- 日本赤十字九州国際看護大学
- 日本赤十字豊田看護大学
- 日本赤十字東北看護大学 - 令和7年度に、日本赤十字秋田看護大学より改称。
- 日本赤十字東北看護大学介護福祉短期大学部 - 令和7年度に、日本赤十字秋田短期大学より改称。

## 沿革
＜主な出典：＞
- 1946年（昭和21年）　前身の財団法人日本赤十字女子専門学校設立
- 1954年（昭和29年）　財団法人日本赤十字女子専門学校を改組し、新たに学校法人日本赤十字女子短期大学を設立、日本赤十字女子短期大学設置
- 1966年（昭和41年）　学校法人日本赤十字女子短期大学を学校法人日本赤十字学園に改称。日本赤十字女子短期大学を日本赤十字中央女子短期大学に改称。また日本赤十字武蔵野短期大学設置
- 1986年（昭和61年）　日本赤十字看護大学設置、これに伴い日本赤十字中央女子短期大学学生募集停止
- 1989年（平成元年）　日本赤十字愛知短期大学設置
- 1996年（平成8年）　日本赤十字秋田短期大学設置
- 1999年（平成11年）　日本赤十字北海道看護大学設置
- 2000年（平成12年）　日本赤十字広島看護大学設置
- 2001年（平成13年）　日本赤十字九州国際看護大学設置
- 2004年（平成16年）　日本赤十字豊田看護大学設置、これに伴い日本赤十字愛知短期大学学生募集停止
- 2005年（平成17年）　日本赤十字武蔵野短期大学学生募集停止、日本赤十字看護大学に一本化
- 2008年（平成20年）　日本赤十字武蔵野短期大学を廃止
- 2009年（平成21年）　日本赤十字秋田看護大学設置、これに伴い日本赤十字秋田短期大学看護学科学生募集停止
- 2025年（令和7年）　日本赤十字秋田看護大学を日本赤十字東北看護大学に、日本赤十字秋田短期大学を日本赤十字東北看護大学介護福祉短期大学部にそれぞれ改称